# Marché de San Miguel
Le Marché de San Miguel, situé sur la place du même nom, à proximité de la Plaza Mayor de Madrid en Espagne, est un marché d'exercice privé dont la caractéristique la plus remarquable est qu'il conserve sa structure originale du début du vingtième siècle. Il a une surface de 1 200 mètres carrés.

## Histoire
Durant l'époque médiévale cet espace constitue un marché ouvert, entouré de cajones consacrés à l'achat-vente de produits artisanaux. À l'époque de Joseph Bonaparte est abattue l'ancienne église paroissiale de San Miguel de los Octoes. À sa place subsiste une petite place pour laquelle il est prévu de bâtir un marché héritant du nom de l'ancienne paroisse. En 1809, il s'agit d'un marché "découvert" spécialisé dans la vente de poisson.Le marché couvert est édifié entre 1913 et 1916 sous la supervision de l'architecte Alfonso Dubé y Díez qui s'inspire d'autres marchés européens réalisés en fer tels que les halles de Paris.

### Origines
À l'origine, l'emplacement occupé par le marché était le site de l'église parroissiale de San Miguel des Octoes. Bien qu'il ne soit pas possible de savoir si cet édifice était celui d'origine, la paroisse existait déjà au treizième siècle. Toute la zone, avec l'église comprise, est détruite par un incendie en 1790. Malgré une réhabilitation, son état continue à être préoccupant, à tel point qu'en 1804 Juan de Villanueva recommande sa démolition. La démolition s'effectue le 28 novembre 1809 par ordre du roi Joseph Bonaparte, dans le cadre de sa politique d'ouverture d'espaces dans Madrid. Le site se transforme en une place publique dans laquelle a lieu un marché de produits alimentaires.

### Inauguration du marché couvert et rénovation

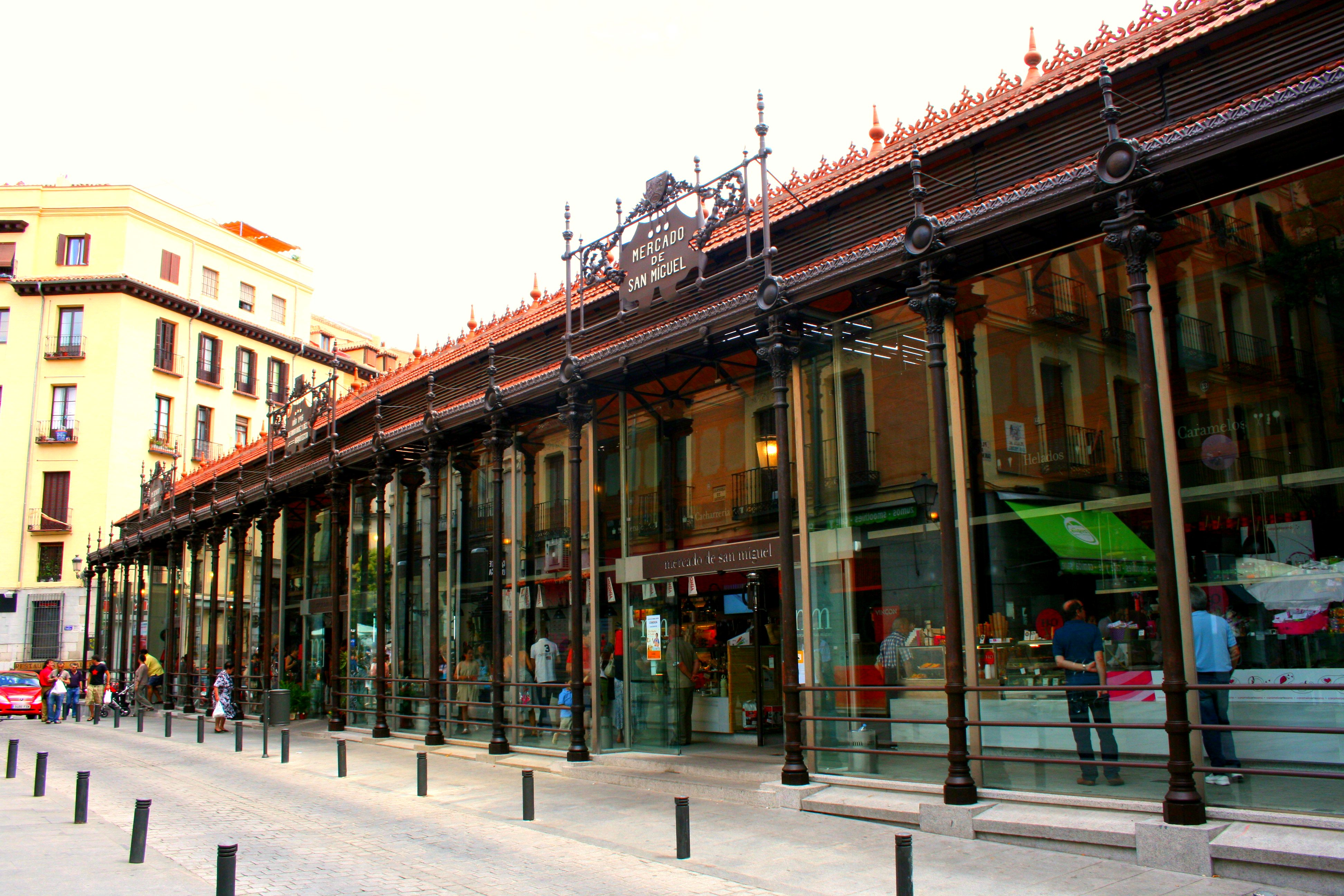
Façade nord.

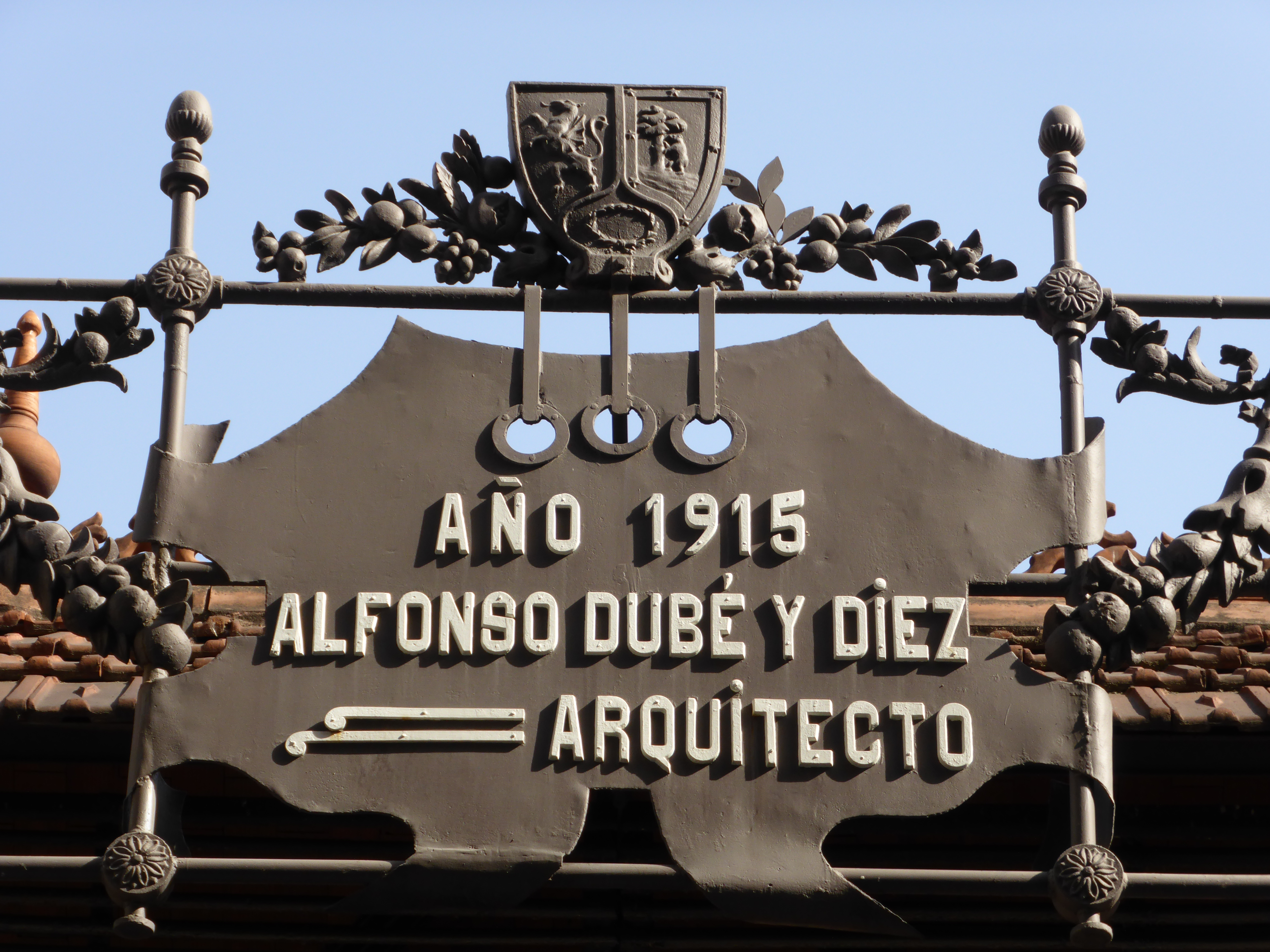
Le nom de l'architecte et l'année de construction du marché.

Le marché de San Miguel est inauguré le 13 mai 1916. Le site est édifié en deux phases (la première est terminée en 1914) pour ne pas interrompre le fonctionnement commercial du marché. Le coût des œuvres présentes au marché est de trois-cent mille pesetas de l'époque. San Miguel est l'unique exemple restant dans la ville de l'architecture métallique, puisque tous les marchés couverts bâtis dans le dernier tiers du siècle XIX ont été démolis et, en général, remplacés par des nouvelles constructions.
En 1999, la Communauté de Madrid a engagé avec des fonds européens et des commerçants du marché une rénovation d'un montant de 150 millions de pesetas de l'époque et qui a rendu au marché son aspect original. Cependant, l'activité commerciale du marché décline petit à petit puisque ses installations ne peuvent être compétitives face aux supermarchés modernes et aux centres commerciaux. Le marché est déclaré Bien d'intérêt culturel en 2000.

### Depuis la rénovation: un lieu gastronomique

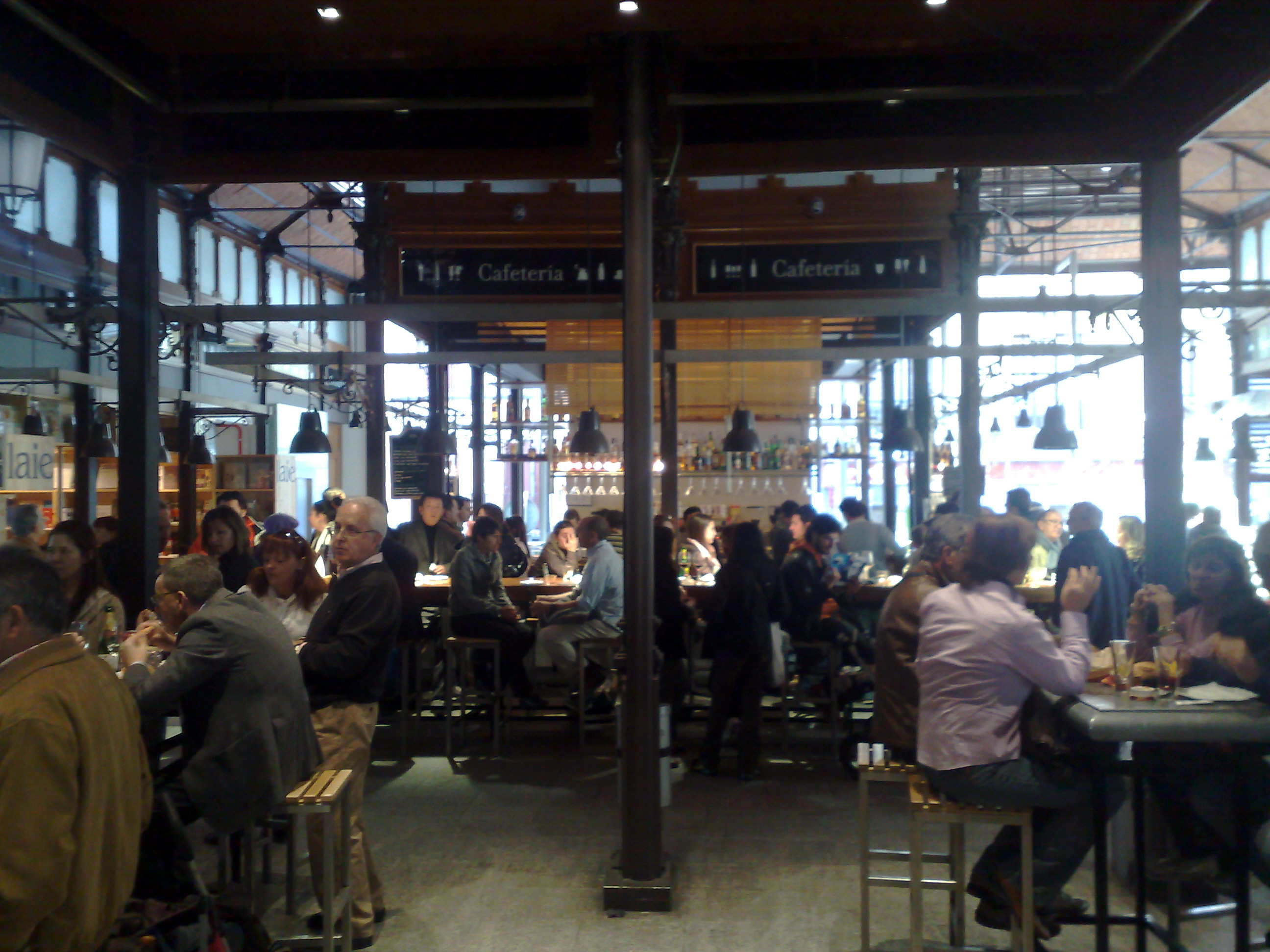
Aspect de l'intérieur du marché de San Miguel en 2009.

Pour éviter de disparaître, une société est créée : El Gastrónomo de San Miguel, qui devient actionnaire majoritaire du marché. Son objectif est de relancer son activité traditionnelle en créant un marché ayant comme référence La Boqueria de Barcelone.
Le 13 mai 2009, le site rouvre ses portes,.

## Caractéristiques
Le bâtiment est rectangulaire avec ses longueurs orientées dans un axe est-ouest. 